# Olivier Boumal
Olivier Boumal (Douala, 17 september 1989) is een Kameroens voetballer die als aanvaller speelt.

## Clubcarrière
Boumal begon zijn carrière in 2010 bij Panetolikos. Hij tekende in 2012 bij Astra Giurgiu. Vanaf 2013 speelde Boumal voor verschillende clubs in Griekenland. Boumal speelde in 2017 en 2018 voor Liaoning Hongyun FC en Yokohama F. Marinos in Azië. In 2019 keerde hij terug naar Griekenland om te spelen voor Panionios.

## Interlandcarrière
Boumal debuteerde in 2017 in het Kameroens nationaal elftal en speelde 6 interlands. Hij nam met het Kameroens voetbalelftal deel aan de FIFA Confederations Cup 2017 en Afrikaans kampioenschap voetbal 2019.